# James B. Francis

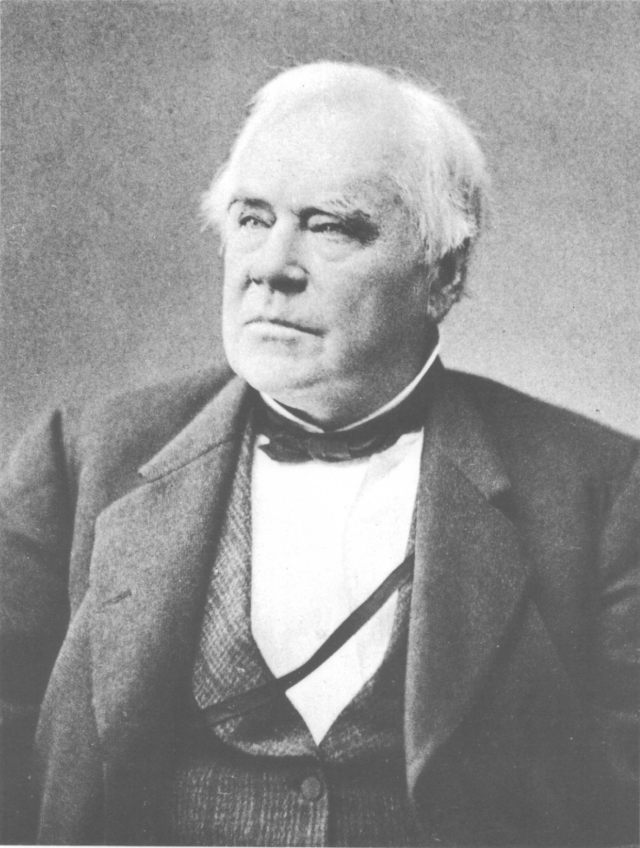
James Bicheno Francis

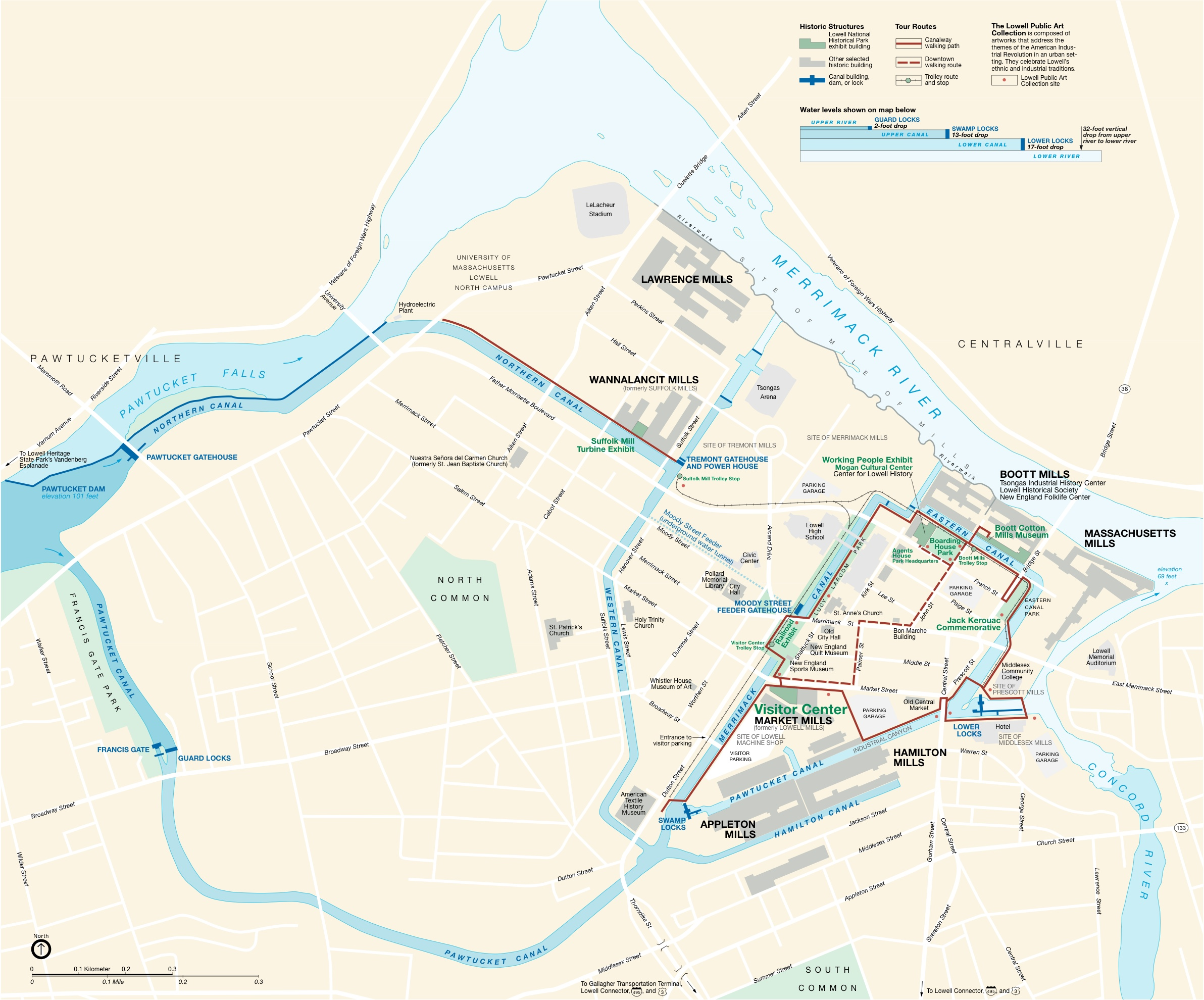
Kaart van het kanalennetwerk in Lowell

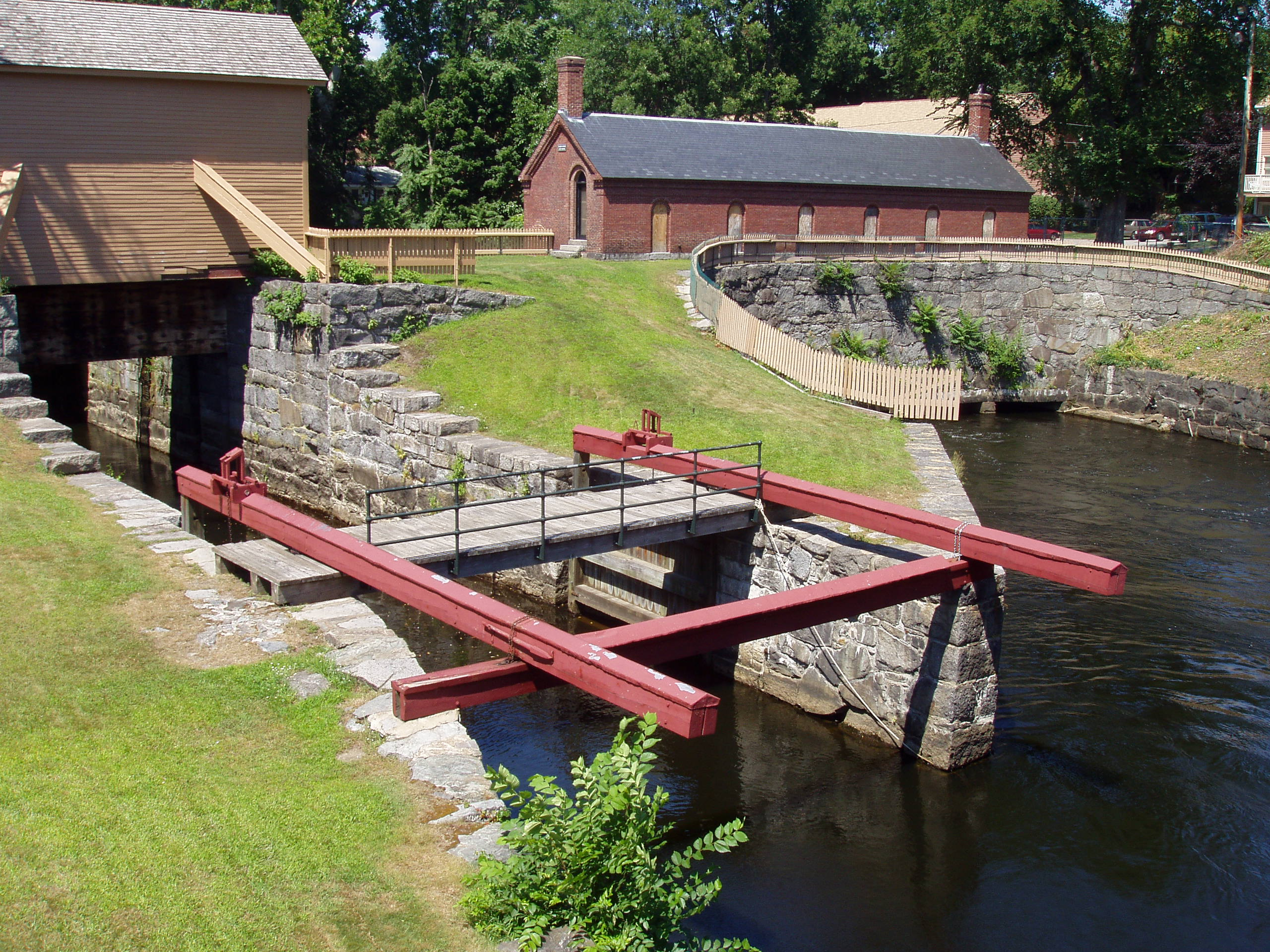
De “Great Gate” in Lowell (2005)

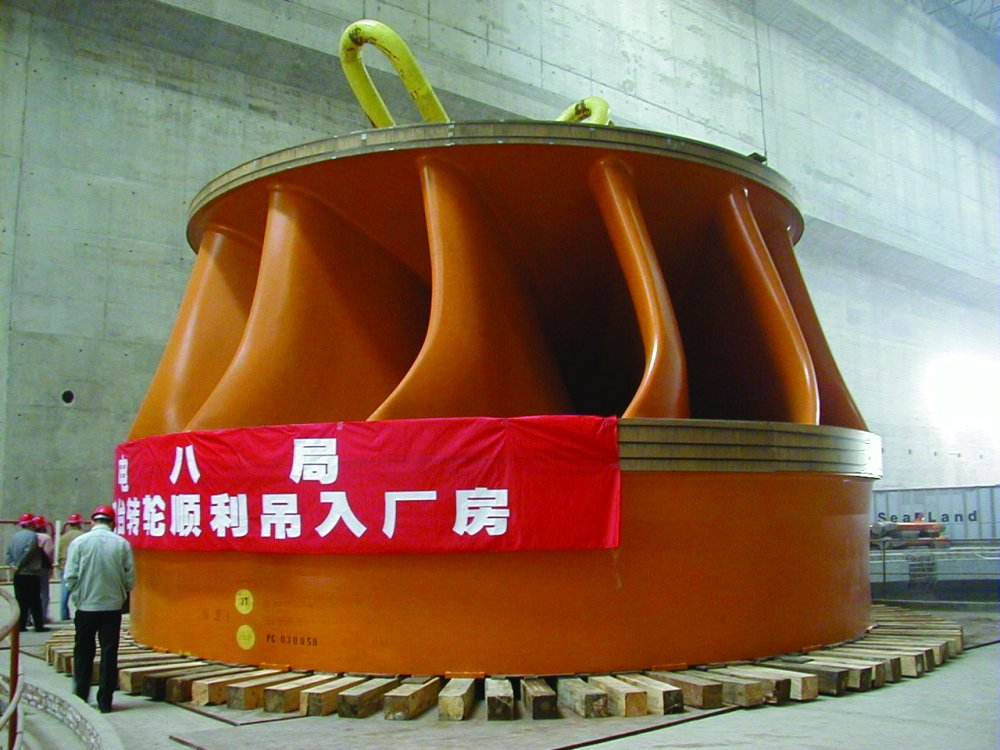
Francisturbine voor de Drieklovendam in China

James Bicheno Francis (South Leigh, 18 mei 1815 — Lowell, 18 september 1892) was een Amerikaans ingenieur en de uitvinder van de Francisturbine.

## Emigratie naar Amerika
James Francis werd op 18 mei 1815 in Engeland geboren in South Leigh. In 1833 besloot hij te emigreren naar de Verenigde Staten. Hij ging werken bij een spoorwegmaatschappij en werd assistent van George Washington Whistler. Een jaar later nam Whistler een betrekking aan bij de Locks and Canal Company in Lowell en Francis ging met hem mee.
Lowell was een belangrijk centrum voor de textielindustrie. De plaats ligt aan de Merrimack waar deze een scherpe bocht maakt en over een korte afstand een verval van 10 meter laat zien. De Pawtucketwaterval, ondiepten en stroomversnellingen maakten de doortocht voor schepen veel te gevaarlijk. In Lowell had de Locks and Canal Company de Pawtucketkanaal en schutsluizen aangelegd waardoor schepen veilig langs de ondiepten konden varen. De goede transportmogelijkheden voor de aanvoer van grondstoffen en de afvoer van eindproducten en het verval over een korte afstand maakte de plaats uitermate geschikt voor fabrieken die waterkracht konden benutten. Diverse kanalen werden aangelegd om het water naar de molens van de fabrieken te voeren. Whistler werd verantwoordelijk voor het onderhoud en uitbreiding van dit waternetwerk.
In 1837 vertrok Whistler naar Rusland om daar voor de Moskou – Sint Petersburg spoorweg te gaan werken. Vlak voor zijn vertrek bevorderde hij Francis, toen 22 jaar, tot hoofdingenieur bij het bedrijf. Later in dat jaar trouwde Francis met Sarah W. Brownell en ze kregen zes kinderen.

## Hoofdingenieur bij Locks and Canal Company
Francis had als belangrijkste taak er voor te zorgen dat er voldoende water werd aangevoerd voor de fabrieken. Hij was verantwoordelijk voor de aanleg van twee kanalen, de “Moody Street Feeder” in 1846 en de “Northern Canal” in 1848 waarmee de watertoevoer met 50% werd verhoogd en de productie van de fabrieken steeg. Het was een grote prestatie en Francis werd gevraagd bij andere projecten in het land.

### Francisturbine
De fabrieken maakten gebruik van watermolens met een rendement van zo’n 65%. Francis was ontevreden over dit lage rendement en ging samen met Uriah A. Boyden werken aan een verbeterde turbine. Het rendement van de nieuwe Francisturbine lag met 88% fors boven bestaande turbines en leidde tot een veel efficiënter watergebruik. Deze turbine wordt tegenwoordig toegepast in waterkrachtcentrales met een groot debiet en valhoogte zoals de Norekdam, Hoover Dam en de Drieklovendam.

### Great Gate
Francis gaf opdracht voor de bouw van een stevige keersluis, de “Great Gate”, over het Pawtucketkanaal om de fabrieken stroomafwaarts te beschermen tegen overstromingen. Er waren twijfels of het werk zou slagen en of het noodzakelijk was. In 1850 was het werk gereed. Op 22 april 1852 waren er grote overstromingen, maar het werk hield stand en voorkwam dat grote delen van de stad onder water kwamen te staan. In 1936, 1938, 2006 en 2007 voorkwam het wederom dat het water uit de Merrimack het kanaalsysteem zou binnenlopen.
Francis bleef bij Locks and Canal Company tot hij 69 werd. In 1884 ging hij met pensioen, maar bleef als adviseur bij het bedrijf betrokken. Zijn zoon nam zijn functie over. Op 18 september 1892 overleed hij in Lowell.

## Naslagwerk
- (en)  Edwin T. Layton: "From Rule of Thumb to Scientific Engineering: James B. Francis and the Invention of the Francis Turbine," NLA Monograph Series. Stony Brook, NY: Research Foundation of the State University of New York, 1992.